# Adam Sobieraj
Adam Sobieraj (26 de junio de 1985) es un deportista polaco que compitió en lucha libre. Ganó  una medalla de bronce en el Campeonato Europeo de Lucha de 2010, en la categoría de 66 kg.

## Palmarés internacional
| Campeonato Europeo | Campeonato Europeo | Campeonato Europeo | Campeonato Europeo |
| Año                | Lugar              | Medalla            | Categoría          |
| ------------------ | ------------------ | ------------------ | ------------------ |
| 2010               | Bakú (Azerbaiyán)  | Medalla de bronce  | 66 kg              |